# Gábor Takács
Gábor Takács (Budapest, 2 de octubre de 1959-Budapest, 4 de mayo de 2007) fue un deportista húngaro que compitió en piragüismo en la modalidad de aguas tranquilas. Ganó una medalla de plata en el Campeonato Mundial de Piragüismo de 1989, en la prueba de C4 1000 m.
Participó en los Juegos Olímpicos de Seúl 1988, donde finalizó séptimo en la prueba de C2 1000 m.

## Palmarés internacional
| Campeonato Mundial | Campeonato Mundial | Campeonato Mundial | Campeonato Mundial |
| Año                | Lugar              | Medalla            | Evento             |
| ------------------ | ------------------ | ------------------ | ------------------ |
| 1989               | Plovdiv (Bulgaria) | Medalla de plata   | C4 1000 m          |